# The Misjudged Mr. Hartley
The Misjudged Mr. Hartley è un cortometraggio muto del 1915. La regia non è firmata. Seconda apparizione cinematografica per Gloria Swanson, qui nella parte di una cameriera.

## Produzione
Prodotto dalla Essanay Film Manufacturing Company

## Distribuzione
Distribuito dalla General Film Company, il film - un cortometraggio di una bobina - uscì nelle sale cinematografiche statunitense il 19 gennaio 1915. Viene citato in Moving Picture World dell'8 marzo 1913.
Copie della pellicola esistono ancora.